# Giulești, Maramureș
Giulești este satul de reședință al comunei cu același nume din județul Maramureș, Transilvania, România.

## Istoric
Prima atestare documentară: 1349 (villa Gylafalva, Gyalafalva). 

## Etimologie
Etimologia numelui localității: din n. grup giulești < n. fam. Giula (< magh. Gyula „Iulius", forma masculină de la Iulia < lat. Iulia) + suf. rom. -ești. 

## Demografie
La recensământul din anul 2002 au fost înregistrați 1.178 locuitori, toți români. Sub aspect confesional populația era alcătuită din 561 greco-catolici și 529 ortodocși.

## Monument istoric
- Biserica „Adormirea Maicii Domnului” (sec. XIX).

## Personalități
- Ilie Lazăr (1895-1976), deputat PNȚ, deținut politic
- Atanasie Rednic (1722-1772), episcop român unit (greco-catolic) de Blaj între 1765-1772
- Vasile Lazăr (1897 - 1979), prefect al jud. Maramureș (octombrie 1944-martie 1945).

## Galerie de imagini

Reconstituire axonometrică a vechii biserici de zid, după extinderea din 1768
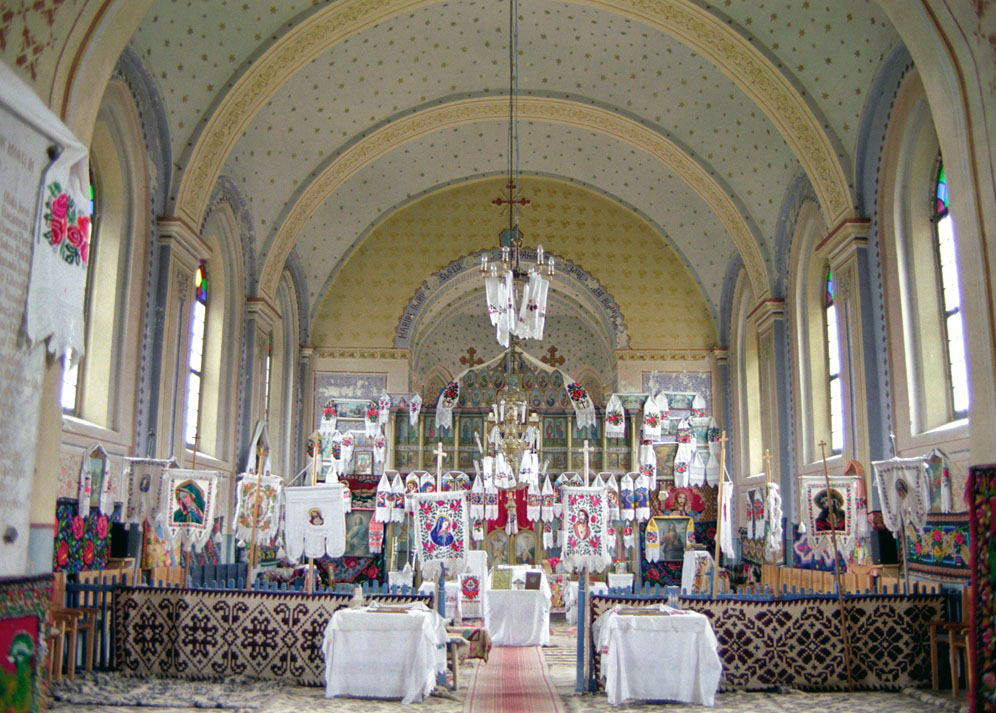
Interiorul bisericii Adormirea Maicii Domnului
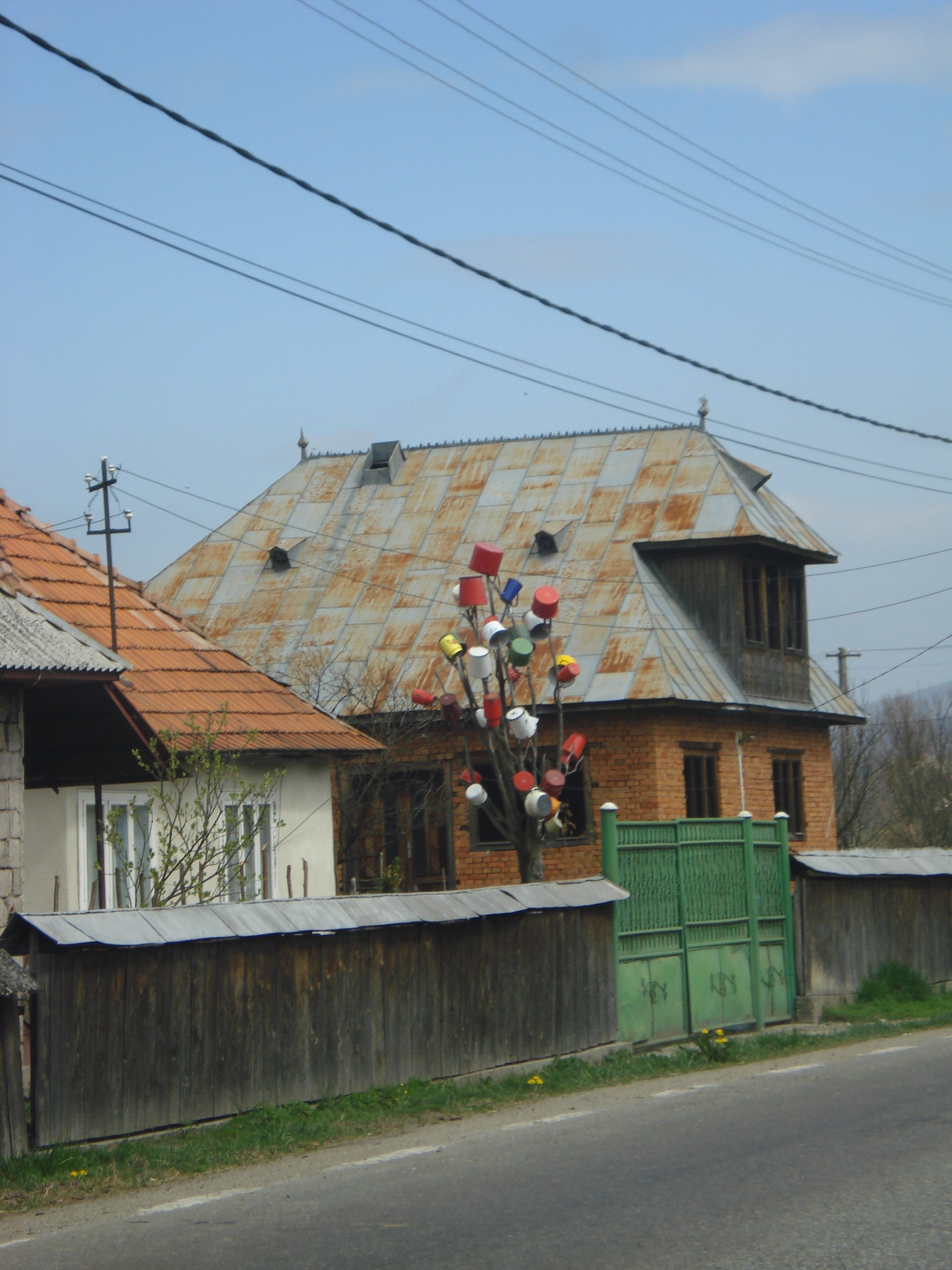
Tradiţia oalelor în pom din Giuleşti

 Acest articol despre o localitate din județul Maramureș este deocamdată un ciot. Puteți ajuta Wikipedia prin completarea lui.